# Baudilio Jáuregui
Baudilio Jorge Jáuregui (ur. 9 lipca 1945) – piłkarz urugwajski, prawy obrońca. Wzrost 172 cm, waga 78 kg.
Jako piłkarz argentyńskiego klubu River Plate wziął udział wraz z reprezentacją Urugwaju w finałach mistrzostw świata w 1974 roku, gdzie Urugwaj odpadł już w fazie grupowej. Jáuregui zagrał we wszystkich trzech meczach – z Holandią, Bułgarią i Szwecją.
Nigdy nie wziął udziału w turnieju Copa América.
Od 31 maja 1972 do 23 czerwca 1974 Jáuregui rozegrał w reprezentacji Urugwaju 9 meczów.
Po mistrzostwach wrócił do Urugwaju gdzie grał w klubie Defensor Sporting. Grał także w Chile, w klubie Cobreloa.
Po zakończeniu kariery piłkarskiej został trenerem – prowadził m.in. drużynę klubu Defensor, w którym sam wcześniej występował.